# Szkółkarstwo

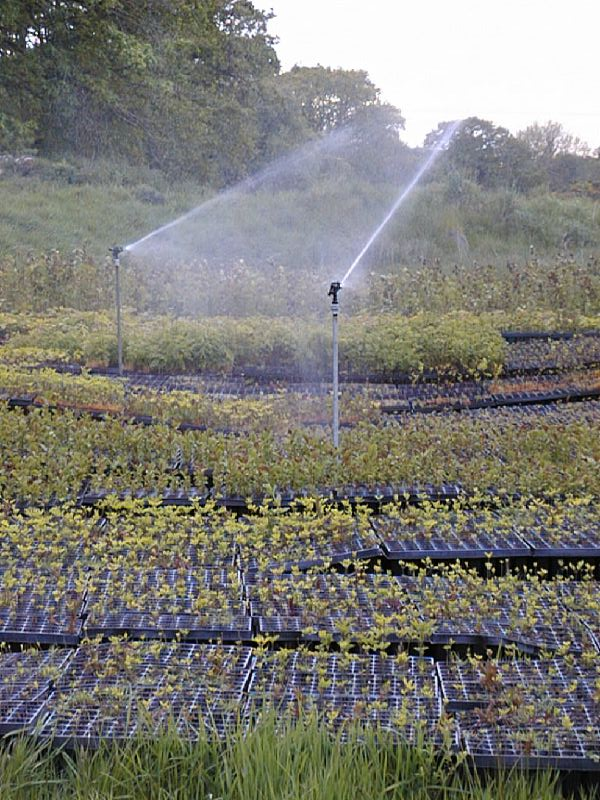
Szkółka drzew w Walii

Szkółkarstwo – dział ogrodnictwa i leśnictwa zajmujący się rozmnażaniem i uprawą w początkowym okresie życia sadzonek drzew, krzewów i innych roślin wieloletnich.
W szkółkach drzewka można zarówno produkować od podstaw stosując rozmnażanie wegetatywne (najczęściej poprzez szczepienie lub sadzonkowanie) lub generatywne (najczęściej za pomocą nasion), jak i też można młodociane rośliny szkółkować do momentu, aż ich rozwój i wielkość będzie odpowiednia do wysadzenia na miejsce stałe.
Najczęściej stosowany podział wyróżnia szkółki leśne, szkółki sadownicze i szkółki roślin ozdobnych.